# Волкозубы
Волкозубы (лат. Lycodon) — род змей семейства ужеобразных.
Среднего размера змеи с длиной тела 40—120 см, уплощённой головой и слабо выраженным шейным перехватом. Глаза крупные, с вертикально-эллиптическими зрачками. Активны ночью. Питаются различными позвоночными. Распространены в Южной, Юго-Восточной и Восточной Азии, в Океании и на Мадагаскаре. Преимущественно обитатели тропических и субтропических лесов, но могут встречаться и на морских побережьях.
На территории бывшего СССР обитает три вида этого рода — поперечнополосатый волкозуб, краснопоясный динодон и восточный динодон, хотя обитание последнего подвергается сомнению.

## Виды
Род включает 70 видов:
- Lycodon albofuscus — бело-коричневый волкозуб
- Lycodon alcalai
- Lycodon anamallensis
- Lycodon aulicus — домовый волкозуб
- Lycodon banksi
- Lycodon bibonius
- Lycodon butleri — волкозуб Батлера
- Lycodon capucinus — обыкновенный волкозуб
- Lycodon cardamomensis
- Lycodon carinatus
- Lycodon cathaya
- Lycodon cavernicolus
- Lycodon chapaensis
- Lycodon chithrasekarai
- Lycodon chrysoprateros
- Lycodon davidi
- Lycodon davisonii
- Lycodon deccanensis
- Lycodon dumerili
- Lycodon effraenis — волкозуб Кантора
- Lycodon fasciatus — полосатый волкозуб
- Lycodon fasciolatus
- Lycodon fausti
- Lycodon ferroni
- Lycodon flavicollis
- Lycodon flavomaculatus
- Lycodon flavozonatus — желтопоясный динодон
- Lycodon futsingensis
- Lycodon gammiei
- Lycodon gibsonae
- Lycodon gongshan
- Lycodon gracilis
- Lycodon hypsirhinoides
- Lycodon jara — двухпятнистый волкозуб
- Lycodon kundui
- Lycodon laoensis — индокитайский волкозуб
- Lycodon liuchengchaoi
- Lycodon mackinnoni
- Lycodon meridionalis
- Lycodon muelleri
- Lycodon multifasciatus
- Lycodon multizonatus
- Lycodon nympha
- Lycodon obvelatus
- Lycodon ophiophagus
- Lycodon orientalis — восточный динодон
- Lycodon paucifasciatus — волкозуб Рендала
- Lycodon philippinus
- Lycodon pictus
- Lycodon rosozonatus — розовопоясный динодон
- Lycodon rufozonatus — краснопоясный динодон
- Lycodon ruhstrati — волкозуб Фишера
- Lycodon sealei
- Lycodon semicarinatus
- Lycodon septentrionalis — белопоясный динодон
- Lycodon serratus
- Lycodon sidiki
- Lycodon solivagus
- Lycodon stormi — волкозуб Бёттгера

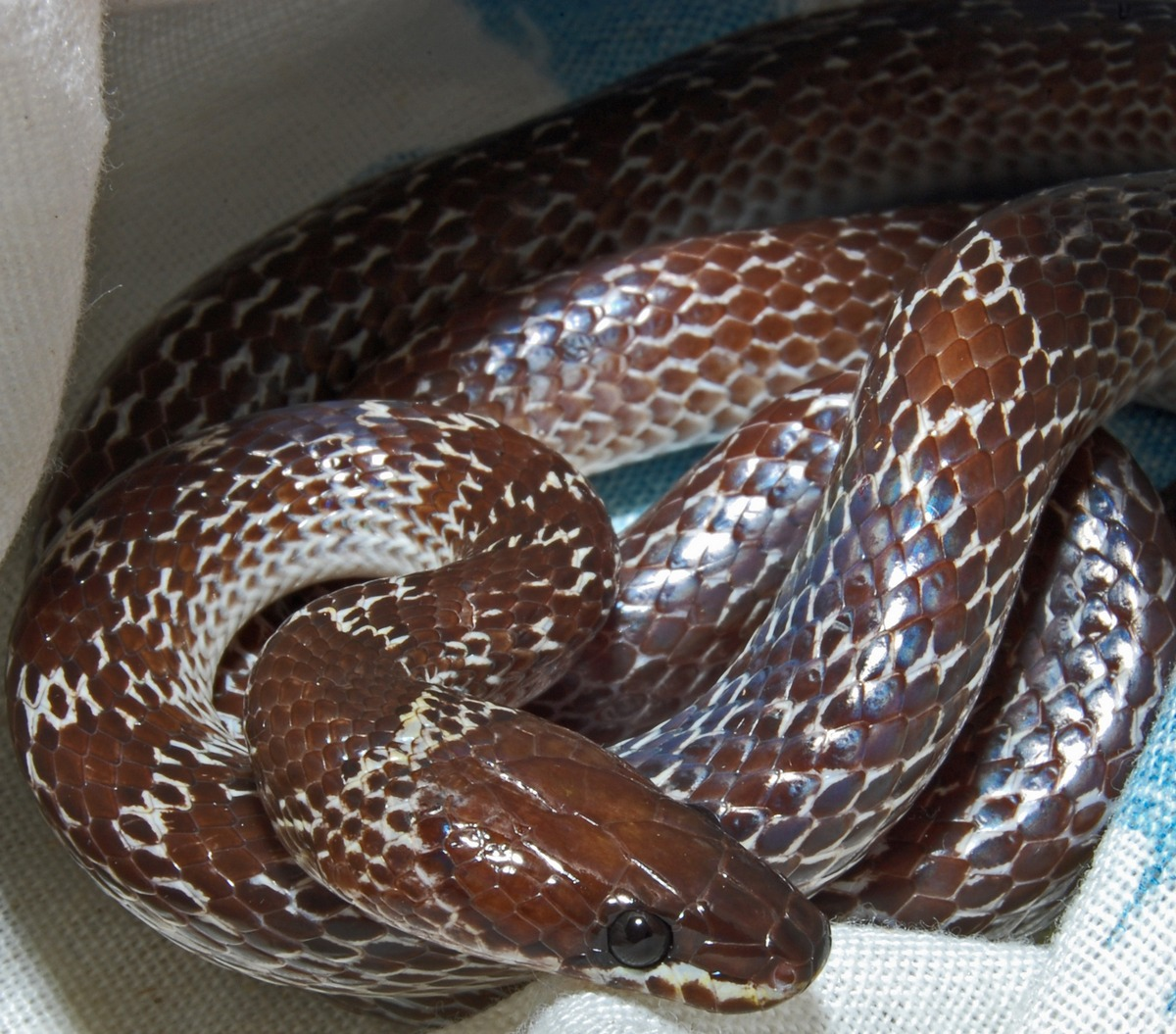
Обыкновенный волкозуб (Lycodon capucinus)

- Lycodon striatus — поперечнополосатый волкозуб
- Lycodon subannulatus
- Lycodon subcinctus — ленточный волкозуб
- Lycodon synaptor
- Lycodon tessellatus — филиппинский волкозуб
- Lycodon tiwarii — андаманский волкозуб
- Lycodon travancoricus — траванкорский волкозуб
- Lycodon tristrigatus
- Lycodon zawi
- Lycodon zayuensis
- Lycodon zoosvictoriae

Некоторые из этих видов ранее относились к роду динодоны (Dinodon), но молекулярно-генетические исследования выявили, что род является парафилетическим внутри полифилетического рода волкозубы (Lycodon). Кроме того, эти рода отделялись друг от друга на основании положения зубов на верхнечелюстной кости, но этот признак был признан ненадёжным. Поэтому Dinodon и Lycodon были синонимизированы.